# Partido Español sin Condiciones
El Partido Español sin Condiciones (1873-1898), también conocido como Partido Incondicional Español, fue un partido político español creado en 1873 en Puerto Rico por miembros del Partido Liberal-Conservador, con la idea de defender la españolidad de la isla frente a otras posturas partidarias tanto de la independencia como de su integración en los Estados Unidos.

## Historia
El partido fue creado en 1873 como escisión que agrupaba a los militantes de la isla del Partido Liberal-Conservador. 
En 1897, tras celebrar una asamblea en San Juan, los autonomistas pactan con el Partido Español sin Condiciones para apoyar la monarquía borbónica. Pese a que la mayoría de los delegados ratificaron el acuerdo, formando el Partido Liberal Fusionista, los opositores crean el Partido Autonomista Ortodoxo, mientras que los más radicales constituyeron en Nueva York la Sección de Puerto Rico del Partido Revolucionario Cubano. Como resultado de este pacto se promulga un Real Decreto suscrito el 24 de noviembre de 1897 denominado Carta Autonómica  de Puerto Rico de 1897, primer Estatuto de Autonomía otorgado en España.
Tras la ocupación de la isla  por los Estados Unidos en 1898 cambia su nombre por el de Partido Oportunista.

### Resultados electorales
En las elecciones generales de España celebradas el 27 de abril de 1884 obtuvo 12 de los 15 diputados correspondientes a los distritos electorales de Puerto Rico, correspondiendo los 3 restantes al Partido Liberal-Reformista.

### Militantes destacados
- Alejandro Villar Varela, I conde de Laviana.[2]
- Ángel Rivero Méndez, director hasta 1898 del periódico La Integridad Nacional, órgano del partido.[3]
- Manuel Alcalá del Olmo, diputado por Vega Baja (1878-1890).
- Andrés Mellado Fernández, diputado (1881-1884).
- Martín Salto Huelves, diputado y senador.